# Eriococcus orientalis
Eriococcus orientalis är en insektsart som först beskrevs av Borchsenius 1956.  Eriococcus orientalis ingår i släktet Eriococcus och familjen filtsköldlöss.
Artens utbredningsområde är Nordkorea. Inga underarter finns listade i Catalogue of Life.